# Oreste Berta
Oreste Berta S.A. ist ein Unternehmen aus Córdoba, Argentinien, das Fahrzeuge und Motoren für den Automobilrennsport herstellt und teilweise auch werksseitig im Motorsport einsetzt. Das Unternehmen war dabei zunächst eng mit Industrias Kaiser Argentina (IKA) und der Régie Renault verbunden.
Seit den späten 1960er Jahren wurden Berta-Konstruktionen im bei südamerikanischen Tourenwagenrennen eingesetzt. Später engagierte sich das Unternehmen im Formel-Sport. Für 1975 plante Oreste Berta den Einsatz eines Werksteams in der Formel-1-Weltmeisterschaft. Obwohl Berta hierfür ein eigenes Chassis und einen eigenen Motor entwickelt hatte, zog das Unternehmen wenige Tage vor dem ersten Rennen seine Meldung zurück. Berta gilt als das Team, das am knappsten einen Formel-1-Einsatz verpasst hat.
Heute ist das Unternehmen ein Zulieferer im Bereich des Motorsports und des Automobiltunings. Unter dem Namen Berta Motorsport unterhält es ein eigenes Rennteam, das an südamerikanischen Tourenwagenrennen teilnimmt.

## Unternehmensgeschichte
Gründer des Unternehmens ist der 1940 in Rafaela, Santa Fe, geborene Techniker Oreste Berta. Anfang der 1960er Jahre wurde Berta bei IKA zum Ingenieur ausgebildet. Bereits zu dieser Zeit beschäftigte er sich damit, die Leistung der hauseigenen Motoren zu erhöhen und sie für einen Rennsporteinsatz vorzubereiten. Es gibt Berichte, dass der in Argentinien geborene und seit den 1950er Jahren in Italien ansässige Sportwagenhersteller Alejandro de Tomaso an einem Engagement seines Landsmannes Oreste Bertas interessiert war. Um Berta in Argentinien zu halten, unterstützte ihn IKA daraufhin bei der Gründung seines eigenen Unternehmens in Córdoba, die 1965 erfolgte.
In den 1970er Jahren litt Berta wie andere argentinische Unternehmen auch unter den wirtschaftlichen Problemen seines Landes. Sein Unternehmen hatte häufig Schwierigkeiten, an ausländische Rennsportkomponenten zu gelangen; so musste Berta immer wieder mit einheimischen Teilen vorliebnehmen oder auf selbst gefertigte Lösungen ausweichen. Diese Probleme wirkten sich auch auf die Konkurrenzfähigkeit von Bertas Konstruktionen aus. Berta überstand diese Schwierigkeiten und konnte sich als seriöses Unternehmen im südamerikanischen Motorsport etablieren.
Eine Differenzierung der einzelnen Entwürfe Bertas wird dadurch erschwert, dass viele von ihnen die Bezeichnung Berta LR tragen, obwohl es sich dabei um sehr unterschiedliche Fahrzeuge handelte.

## Tourenwagensport

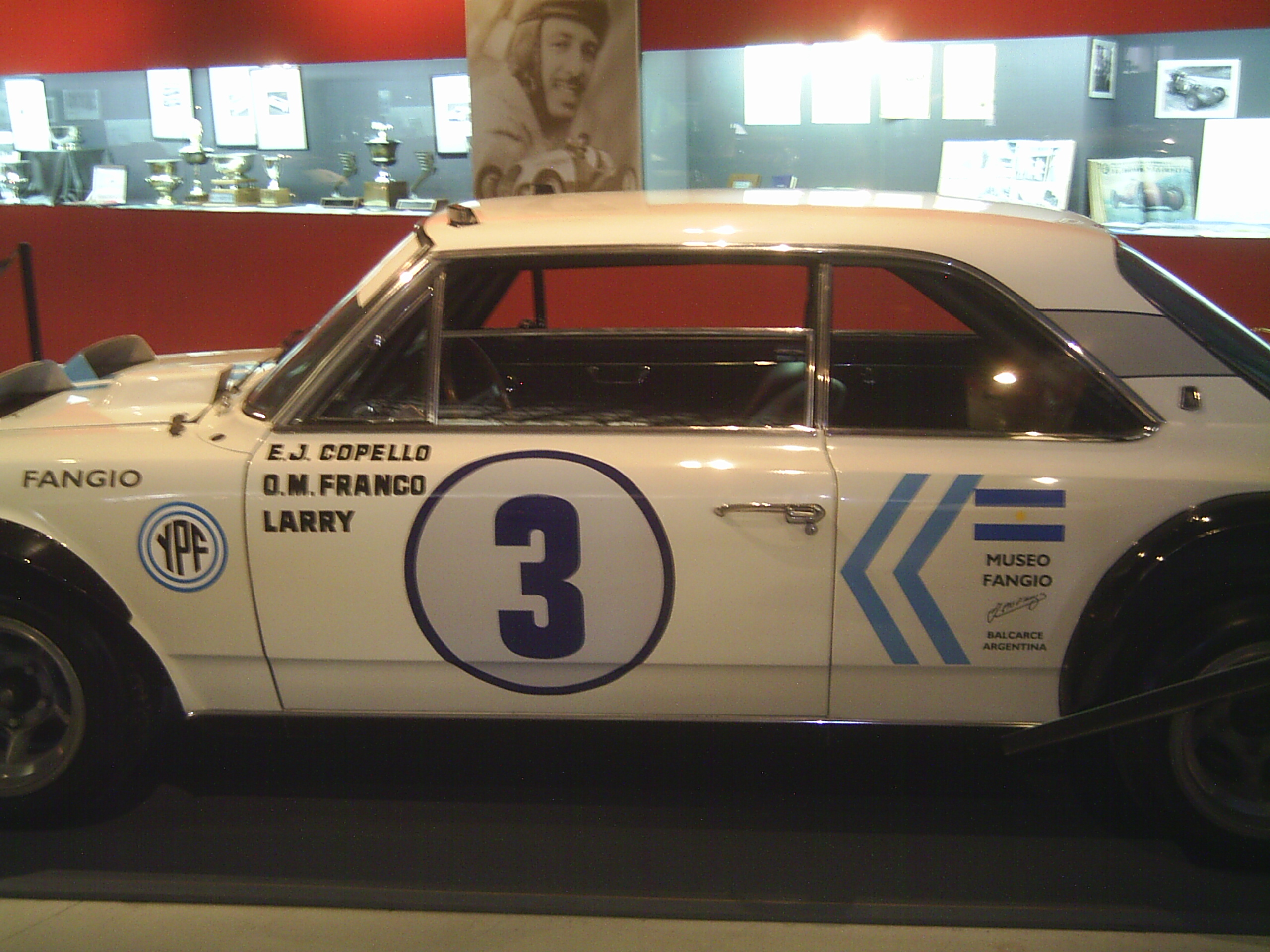
Der 1969 am Nürburgring eingesetzte IKA Torino (Ausschnitt)

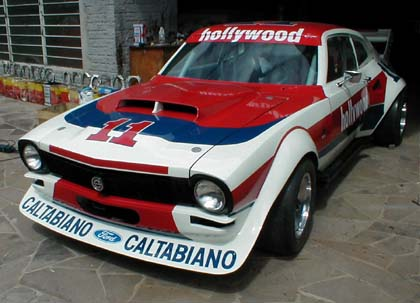
Ein von Berta vorbereiteter Ford Maverick

Zwischen 1966 und 1971 beschäftigte sich Oreste Berta in erster Linie mit dem Tourenwagensport. Sein Unternehmen bereitete zunächst Fahrzeuge vom Typ IKA Torino für Renneinsätze vor. Hierbei handelte es sich im Kern um konventionelle, in Argentinien produzierte Limousinen, die vom amerikanischen Rambler American abgeleitet waren. In erster Linie nahm Berta leistungssteigernde Maßnahmen vor; die Karosserien der Wagen blieben dagegen weitgehend unverändert. Die Fahrzeuge wurden vielfach bei südamerikanischen Tourenwagen-, aber auch bei Langstreckenrennen eingesetzt. Zu den herausragenden Engagements des Unternehmens gehörte der Einsatz dreier IKA Torino beim 84-Stunden-Rennen auf dem Nürburgring 1969. Das Programm, das die Bezeichnung „Légion Argentina“ erhielt, wurde von Juan Manuel Fangio geleitet; Berta hatte die Autos in Córdoba vorbereitet und aufgebaut. Zwei Berta-Torinos fielen aus; der dritte Wagen aber, der von Eduardo Copello, Oscar Franco und einem Piloten mit dem Pseudonym „Larry“ gefahren wurde, kam als Vierter ins Ziel.
Berta setzte die Arbeit mit dem Torino bis 1973 fort. Der 3,8 Liter große Sechszylindermotor erreichte in seiner letzten Ausführung eine Leistung von 215 PS, die dem schweren Auto eine Höchstgeschwindigkeit von 205 km/h ermöglichten. Später bereitete Berta auch US-amerikanische Serienfahrzeuge für den Rennbetrieb vor, unter anderem den Ford Maverick.

## Der Berta LR Sportwagen
Das erste Fahrzeug, das die Bezeichnung Berta LR erhielt, war ein offener, voll verkleideter Mittelmotorsportwagen, der 1969 entwickelt worden war und ab 1970 in der Klasse der Sportprototypen antrat. Das ebenso „attraktive wie frustrierend erfolglose“ Auto wurde von einem Cosworth DFV-Achtzylindermotor angetrieben. Einige Quellen berichten allerdings, dass jedenfalls zeitweise der Sechszylindermotor des IKA Torino verwendet wurde. Das Fahrwerk wird zumeist als „primitiv“ beschrieben.
Der Berta LR wurde in den frühen 1970er Jahren bei einigen Motorsportveranstaltungen eingesetzt, ohne auch nur eine einzige Zielankunft zu erreichen. Erstmals startete der LR beim 1000 Kilometer-Rennen von Buenos Aires; Piloten waren die Argentinier Luis di Palma und Carlos Marincovich. Sie gingen vom dritten Platz aus ins Rennen, kamen aber nicht ins Ziel. Gleiches galt für das eine Woche später stattfindende 200 Meilen-Rennen von Buenos Aires.
Zum 1000-km-Rennen auf dem Nürburgring im Mai 1970 wurde der Berta LR erneut für di Palma und Marincovitch gemeldet. Beide qualifizierten den Wagen für den 15. Startplatz. Sie kamen allerdings nicht ins Ziel. Bereits nach der fünften Runde schieden sie infolge eines Wasserlecks aus.
Zwei Jahre später wurde der LR erneut für das 1000 Kilometer-Rennen von Buenos Aires gemeldet. Fahrer waren Luis di Palma und Nestor Garcia-Veiga. Sie konnten sich für den 24. Startplatz qualifizieren, gingen aber nicht ins Rennen, weil der Motor vor dem Start kollabierte. Der letzte Einsatz des LR erfolgte beim 500 Kilometer-Rennen von Interlagos in Brasilien. Rolando Nardi schied während des Rennens nach einem Unfall aus.

## Formel 5000: Berta BA3
1974 konstruierte Oreste Berta im Auftrag des US-amerikanischen Teambesitzers Francisco Mir ein Fahrzeug für die Formel 5000. Mir hatte zunächst ein Eagle-Chassis für den jungen argentinischen Fahrer Nestor Garcia-Veiga eingesetzt, hatte damit aber keine Erfolge erzielen können. Veiga weckte in Mir das Interesse an einem eigenen Formel 5000-Chassis und vermittelte daraufhin den Kontakt zu Oreste Berta, für den er zuvor bereits in Argentinien Sportwagenrennen gefahren war. Berta konstruierte ein Aluminium-Monocoque mit konventioneller Aufhängung. Als Antrieb diente ein 5,0 Liter großer Achtzylindermotor von Chevrolet. Für die Konstruktion und den Aufbau des Wagens benötigte Berta angeblich nicht mehr als 50 Tage. Die ersten Testfahrten in Buenos Aires übernahm Marito Garciá, ein weiterer Test fand im Sommer 1974 auf dem Riverside International Raceway in Kalifornien statt. Die Tests fielen enttäuschend aus; der Auftraggeber übernahm Bertas Konstruktion nicht für sein Formel 5000-Team.
Das Fahrzeug wurde nach Argentinien zurückgeführt und diente als Grundlage für Bertas Formel-1-Fahrzeug, das 1974 entwickelt und aufgebaut wurde. Nach dessen Scheitern wurde das Auto auf die Formel 5000-Konfiguration zurückgerüstet und wieder mit einem 5,0 Liter großen Achtzylinder ausgestattet. Der amerikanische Rennfahrer Bill Simpson übernahm das Auto, das er im September und Oktober 1975 bei Formel 5000-Läufen in Long Beach und Riverside einsetzte. Einen weiteren Lauf dieser Serie bestritt Luis di Palma im Oktober 1975 in Laguna Seca.

## Formel 1: Berta LR
Aus dem Formel-5000-Modell leitete Oreste Berta im Laufe des Jahres 1975 eine Formel-1-Version ab. Äußerlich wies das Auto starke Ähnlichkeit zum Brabham BT44 auf. Als Antrieb diente ein Achtzylindermotor, den Oreste Berta nach eigenen Angaben selbst entworfen hatte. Die meisten Quellen gehen davon aus, dass Berta die Konstruktionsmerkmale des Cosworth DFV-Motors nachempfand und möglicherweise den argentinischen Gegebenheiten hinsichtlich der Teileversorgung anpasste. Eine andere Quelle sieht dagegen – nicht zuletzt wegen der guten Geschäftsbeziehungen zwischen Berta und Renault – einen Zusammenhang zu dem Achtzylindermotor, den der französische Sportwagenhersteller Alpine 1968 als Versuchsträger für die Formel 1 entwickelt hatte.
Das Berta LR genannte Formel-1-Fahrzeug wurde Ende 1974 fertiggestellt. Berta meldete sein Auto daraufhin für die Großen Preise von Argentinien und Brasilien, die im Januar 1975 ausgetragen wurden. Seinem Auto wurde jeweils die Startnummer 29 zugeteilt.
Zur Vorbereitung führte Nestor Garcia-Veiga im Dezember 1974 eine erste Testfahrt in Buenos Aires durch. Dabei stellte sich heraus, dass Bertas Triebwerk eine Leistung von nur 400 PS abgab, während die Cosworth-Motoren über 460 PS leisteten. Berta wechselte die selbst hergestellten Kolben gegen amerikanische Exemplare aus; dadurch erhöhte sich die Leistung allerdings nicht. Im Laufe der Testfahrten kollabierten vier Motoren. Berta zog daraufhin seine Meldung für die anstehenden Formel-1-Läufe zurück. Einen erneuten Anlauf gab es nicht. Das Auto wurde in den nächsten Monaten auf die Formel-5000-Konfiguration zurückgerüstet.

## Formel-Sport
In den 1970er und 1980er Jahren entwickelte Berta eine Reihe von Fahrzeugen für die südamerikanischen Serien der Formeln 2 und 3. Einige dieser Fahrzeuge waren, den örtlichen Gegebenheiten angepasst, recht erfolgreich.